# Coleomyia rubida
Coleomyia rubida är en tvåvingeart som beskrevs av Martin 1953. Coleomyia rubida ingår i släktet Coleomyia och familjen rovflugor. Inga underarter finns listade i Catalogue of Life.